# Diestota kauaiensis
Diestota kauaiensis är en skalbaggsart som beskrevs av Sharp 1908. Diestota kauaiensis ingår i släktet Diestota och familjen kortvingar. Inga underarter finns listade i Catalogue of Life.